# Piancastagnaio
Piancastagnaio és un comune (municipi) de 4.181 habitants de la província de Siena, a la regió italiana de la Toscana, situat uns 110 km al sud-est de Florència i uns 60 km al sud-est de Siena.

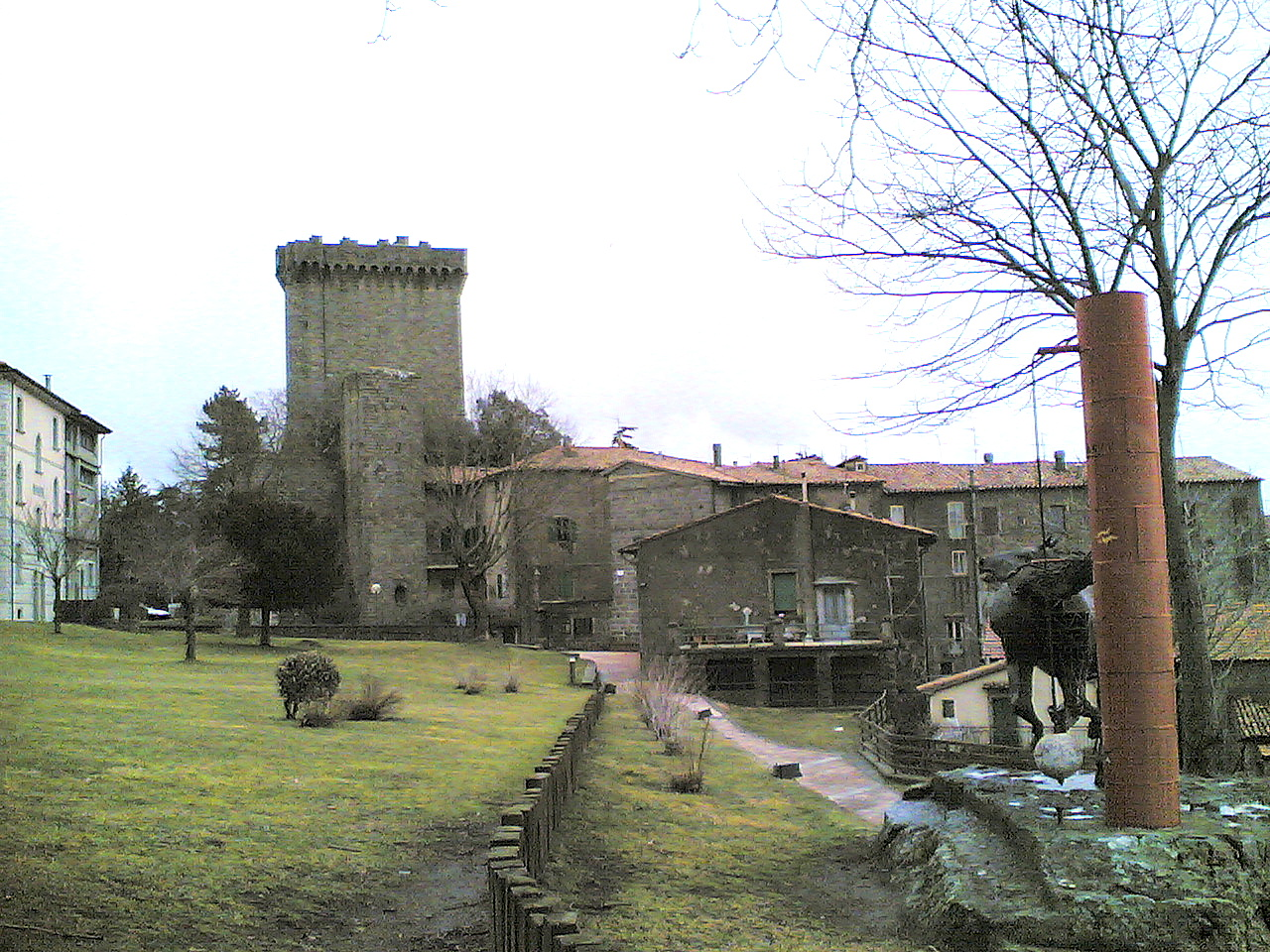
Parc i castell a Piancastagnaio.

Està situat als vessants del Monte Amiata.

## Llocs d'interès
Entre els llocs d'interès es troben la
- La pieve de Santa Maria Assunta, d'estil barroc, tot i que data d'abans de l'any 1188.
- El palau Palazzo Bourbon Del Monte.
- La Rocca Aldobrandesca ("castell dels Aldobrandeschi").